# 佐藤文彦 (投手)
佐藤 文彦（さとう ふみひこ、1960年4月9日 - ）は、宮城県東松島市出身の元プロ野球選手（投手）。

## 来歴・人物
宮城県南郷農業高等学校、石巻日和倶楽部を経て、1982年オフにでロッテ・オリオンズにドラフト外入団（テスト入団）。
一軍出場のないまま入団1年で打撃投手となり、翌年で退団した。
引退後は家業に従事する傍ら、宮城県内各地で少年野球の指導に携わっている。2000年2月26日の「川崎球場オリオンズさよならイベント」には、ロッテOBとして参加した。

## 詳細情報

### 年度別投手成績
- 一軍公式戦出場なし

### 背番号
- 69 （1983年 - 1984年）[要出典]